# Elo Pannacciò
Elo Pannaciò (eigentlich Angelo Pannacciò; * 13. März 1923 in Foligno; † 26. Dezember 2001 in Viterbo) war ein italienischer Filmregisseur, Drehbuchautor und Filmproduzent.

## Leben
Pannacciò ging in jungen Jahren nach Rom, wo er einige Zeit am Centro Sperimentale di Cinematografia studierte und 1954 auch am Drehbuch zum Kriegsfilm Divisione Folgore von Duilio Coletti schrieb. Nach über zehn Jahren ohne Beschäftigung im Filmgeschäft begann 1969 als Autor zweier und Produzent eines Filmes von Luigi Petrini eine bis Mitte der 1980er Jahre anhaltende intensive Betätigung als unter vielen Namen arbeitender Regisseur von Trash- und Pornofilmen meist mediokrer Machart. Pannacciò gründete mehrere Produktionsgesellschaften, die nach kurzer Zeit aufgrund verschiedener (finanzieller wie distributiver) Probleme wieder aufgelöst wurden.
Seine Regiearbeiten starteten mit Genrefilmen wie dem Italowestern Lo ammazzò come un cane, ma… lui rideva ancora, dem erotischen Horrorfilm Il sesso della strega und dem Kriegsfilm Holocaust parte seconda (der allgemein als sein bester Film angesehene unheimliche Un urlo dalle tenebre wurde nur von ihm gezeichnet und tatsächlich von Franco Lo Cascio inszeniert), bevor er sich Ende der 1970er Jahre dem Hardcore-Film zuwandte; für seine Inszenierungen benutzte er Namen wie Gerald B. Lennox, Angel Valery und Angelo Pann. Krankheitsbedingt konnte Pannacciò ab den späten 1980er Jahren nicht mehr arbeiten.

## Filmografie (Auswahl)
- 1972: Lo ammazzò come un cane, ma… lui rideva ancora
- 1972: Una cuerda al amanecer (Produktion)
- 1973: Il sesso della strega
- 1978: Holocaust parte seconda
- 1986: Femminile desiderio (Pornofilm)